# Aleksandar Škorić
Pour les articles homonymes, voir Škorić.
Александар Шкорић ou Aleksandar Škorić est un ancien arbitre yougoslave de football des années 1960. Il fut attaqué après un match lors d'un match de championnat, le 1er octobre 1961 entre Hajduk Split et FK Sarajevo par un supporter de l'Hajduk, parce qu'il a refusé un but pour Hajduk Split, qui aurait permis l'égalisation.

## Carrière
Il a officié dans les compétitions majeures suivantes :
- Coupe de Yougoslavie de football 1963-1964 (finale)
- JO 1964 (1 match)